# Richard Jung (Triathlet)
Richard Jung (* 20. Juni 1982 in Biberach an der Riß als Richard Widmer) ist ein deutscher Ultra-Triathlet. Im Jahr 2013 wurde er inoffiziell IUTA-Weltmeister im Double-Ultratriathlon und 2014 Weltmeister im Triple-Ultratriathlon.
Am 23. August 2018 holte er beim swissultra Triathlon in Buchs mit einer Zeit von 190:17:17 h einen neuen inoffiziellen Weltrekord im DECA Ultratriathlon Continuous.

## Werdegang
Richard Widmer ist in Baach, einem Ortsteil der Gemeinde Zwiefalten am Südrand der Schwäbischen Alb, aufgewachsen. An der Universität Tübingen, wo er Sozialpädagogik studierte, kam er in Kontakt mit dem Triathlonsport. Seit 2013 wohnt er im südbadischen Lörrach, wo er beim SAK (Sozialer Arbeitskreis) angestellt ist. Er startet derzeit für den Post-SV Tübingen, ist aber nicht Mitglied.
Bei der Weltmeisterschaft im Juni 2013 im österreichischen Neulengbach erreichte er den ersten Platz im Doppeltriathlon mit einer Zeit von 20:44:09 h und damit fast 23 Minuten Vorsprung vor dem Zweitplatzierten.
Im Juli 2014 lief er bei den inoffiziellen Weltmeisterschaften der IUTA im schleswig-holsteinischen Lensahn seinen ersten Triple-Ultratriathlon und siegte auf Anhieb mit einer Zeit von 34:39:02 h. Die IUTA ist ein Verein in Österreich und kein offizieller Verband. 2015 absolvierte er erneut den Triple-Ultratriathlon von Lensahn, unterbot dabei mit 33:05:16 seine Zeit aus dem Vorjahr deutlich und lief wiederum mit großem Vorsprung im Ziel ein. Im September 2015 stand Widmer mit 255 Punkten in der IUTA-Weltcup-Rangliste auf Rang 1 der Männer. Im Juli 2016 konnte er zum dritten Mal in Folge den Triple Ultra Triathlon Lensahn gewinnen (11,4 km Schwimmen, 540 km Radfahren und 126,6 km Laufen). Bei dem Wettkampf in Lensahn handelt es sich um eine nicht von der Deutschen Triathlon Union (DTU) genehmigte Veranstaltung.
Seit seiner Hochzeit im Mai 2017 startet er als Richard Jung. Im Juli 2017 wurde Jung in Lensahn Zweiter hinter dem Esten Rait Ratasepp. Im August 2018 konnte der damals 36-Jährige seinen Titel beim swissultra Triathlon erfolgreich verteidigen und den seit über 20 Jahren gültigen Weltrekord vom Franzosen Fabrice Lucas in der Variante «Continuous» um knapp zwei Stunden unterbieten.

## Sportliche Erfolge
| Jahr          | Platz | Wettbewerb                           | Austragungsort | Zeit      | Bemerkung |
| ------------- | ----- | ------------------------------------ | -------------- | --------- | --- |
| 30. Juni 2021 | 1     | Brezel Triathlon                     | Colmar         | 72:39:24  | Quintuple Ultra Triathlon (fünffache Ironman-Distanz: 19 km Schwimmen, 900 km Radfahren und 211 km Laufen)                      |
| 15. Aug. 2018 | 1     | swissultra Triathlon                 | Buchs          | 190:17:17 | Deca-Ultratriathlon (zehnfache Ironman-Distanz: 38,62 km Schwimmen, 1802,5 km Radfahren und 422 km Laufen)                      |
| 28. Juli 2017 | 2     | Triple Ultra Triathlon Lensahn       | Lensahn        | 35:25:38  | dreifache Ironman-Distanz: 11,4 km Schwimmen, 540 km Radfahren und 126,6 km Laufen                                              |
| Sep. 2016     | 1     | swissultra Triathlon                 | Buchs          | 106:11:53 | Deca-Ultratriathlon – neuer Weltrekord (zehnfache Ironman-Distanz: 38,62 km Schwimmen, 1802,5 km Radfahren und 422,0 km Laufen) |
| 29. Juli 2016 | 1     | Triple Ultra Triathlon Lensahn       | Lensahn        | 33:14:33  | |
| 21. Aug. 2015 | 1     | Double Ultra Triathlon Murska Sobota | Murska Sobota  |           | zweifache Ironman-Distanz: 7,6 km Schwimmen, 360 km Radfahren und 84,4 km Laufen                                                |
| 2015          | 1     | Triple Ultra Triathlon Lensahn       | Lensahn        | 33:05:16  | |
| 2015          | 1     | Double-Ultratriathlon Cup Germany    | Emsdetten      |           | gemeinsamer Zieleinlauf mit Mark Hohe-Dorst                                                                                     |
| 22. Aug. 2014 | 2     | Double Ultra Triathlon Murska Sobota | Murska Sobota  |           | Zweiter hinter dem Briten Matthew Winn-Smith                                                                                    |
| 2014          | 1     | Triple Ultra Triathlon Lensahn       | Lensahn        | 34:39:02  | erster Start auf der Triple-Distanz                                                                                             |
| 2013          | 1     | Double-Ultratriathlon Cup Germany    | Emsdetten      |           | |
| 24. Aug. 2012 | 1     | Double Ultra Triathlon Murska Sobota | Murska Sobota  |           | Sieger neben der schnellsten Frau, der Tschechin Šarka Kolbova                                                                  |
| 24. Juni 2007 | 105   | Ironman France                       | Nizza          | 10:12:51  | |

(DNF – Did Not Finish)